# Aldona Wiktorska-Święcka
Aldona Izabela Wiktorska-Święcka (ur. 31 maja 1970 we Wrocławiu) – polska politolog, profesor nauk społecznych, nauczyciel akademicki i samorządowiec.

## Życiorys
Absolwentka germanistyki na Uniwersytecie Wrocławskim, odbyła studia podyplomowe z zakresu administracji publicznej. Na Wydziale Filologicznym UWr w 2000 uzyskała stopień doktora nauk humanistycznych w zakresie literaturoznawstwa na podstawie pracy pt. Niemieckojęzyczna książka ilustrowana od początku lat 70. Tematy, formy, zadania omawianego gatunku literatury dziecięcej i młodzieżowej na przykładzie obrazów rodzinnych. Habilitowała się w zakresie nauk społecznych ze specjalnością kultura polityczna na Wydziale Nauk Społecznych macierzystej uczelni w oparciu o rozprawę zatytułowaną Od obywatela „dobrego” do „dojrzałego”. Koncepcje kształcenia obywatelskiego w Niemczech po 1989/1990 roku ze szczególnym uwzględnieniem systemu szkolnictwa. W 2020 otrzymała tytuł profesora nauk społecznych.
Zawodowo związana z Uniwersytetem Wrocławskim jako pracownik naukowy w Instytucie Filologii Germańskiej i Instytucie Politologii, a następnie w Katedrze Studiów Europejskich. Doszła na tej uczelni do stanowiska profesora. Specjalizuje się w zagadnieniach z zakresu psychologii społecznej oraz kultury politycznej. Zajęła się również działalnością ekspercką w sprawach rozwoju lokalnego i regionalnego.
W latach 2000–2004 była komendantką Chorągwi Dolnośląskiej ZHP. W 2004 bezskutecznie kandydowała do Parlamentu Europejskiego z listy Socjaldemokracji Polskiej. W wyborach samorządowych w 2014 bez powodzenia kandydowała na prezydenta Wrocławia, zajmując 3. miejsce wśród 11 kandydatów. Uzyskała natomiast mandat radnej sejmiku dolnośląskiego V kadencji z listy KWW Bezpartyjni Samorządowcy. W 2018 nie ubiegała się o reelekcję.

## Odznaczenia
W 2018 otrzymała Brązowy Krzyż Zasługi.